# Giannis Potouridis
Giannis Potouridis (Atenas, Grecia, 27 de febrero de 1992) es un futbolista griego. Juega de defensa y su equipo actual es el Olympiacos FC de la Alpha Ethniki de Grecia.

## Clubes
| Club          | País   | Periodo | Partidos (goles) |
| ------------- | ------ | ------- | ---------------- |
| Olympiacos FC | Grecia | 2007-   | 7 (0)            |

## Palmarés

### Campeonatos nacionales
| Título        | Club          | País   | Año  |
| ------------- | ------------- | ------ | ---- |
| Alpha Ethniki | Olympiacos FC | Grecia | 2011 |

- Datos: Q983089